# Скеєшть (комуна)
Скеєшть, Скеєшті (рум. Scăești) — комуна у повіті Долж в Румунії. До складу комуни входять такі села (дані про населення за 2002 рік):
- Валя-луй-Петру (1018 осіб)
- Скеєшть (1288 осіб)

Комуна розташована на відстані 200 км на захід від Бухареста, 24 км на північний захід від Крайови.

## Населення
За даними перепису населення 2002 року у комуні проживали 2306 осіб.
Національний склад населення комуни:
| Національність | Кількість осіб | Відсоток |
| -------------- | -------------- | -------- |
| румуни         | 2305           | > 99,9%  |
| греки          | 1              | < 0,1%   |

Рідною мовою назвали:
| Мова      | Кількість осіб | Відсоток |
| --------- | -------------- | -------- |
| румунська | 2305           | > 99,9%  |
| грецька   | 1              | < 0,1%   |

Склад населення комуни за віросповіданням:
| Релігія       | Кількість осіб | Відсоток |
| ------------- | -------------- | -------- |
| православні   | 2175           | 94,3%    |
| п'ятдесятники | 81             | 3,5%     |
| бретрени      | 24             | 1,0%     |
| адвентисти    | 4              | 0,2%     |
| лютерани      | 2              | 0,1%     |
| не релігійні  | 1              | < 0,1%   |